# موسیقی دزفولی
موسیقی دزفول موسیقی است که در شهر دزفول مرسوم است. این موسیقی از جمله برای شبیه خوانی و منظومه خوانی‌ها و دیگر گونه‌های موسیقی مقامی استفاده می‌شود و نوع دیگر آن که زیرمجموعه ای است از موسیقی ۲۴ مقوم که با گویش محلی دزفولی در قالب ترانه‌ها، آوازهای ردیف گونه با ضرب نهفته و سوگ سروده‌ها و غیره قابل اجراست.
این موسیقی با عناوین اذان و مناجات، موسیقی تعزیه (شبیه خوانی)، نوحه‌های پامنبری، مرثیه خوانی، آوازهای صوفیانه (مثنوی و منظومه خوانی‌ها)، ضربی‌خوانی و ساز و آواز با زبان معیار فارسی (و نیز در بخش موسیقی بومی با گویش دزفولی)، دشتی خوانی یا آوازهای ردیف گونه محلی، آوازهای حماسی با گویش محلی، ضجه موره‌ها یا آوازهای سوگواری عزیزان، شادیانه‌ها یا ترانه‌های بزمی (عروسی و ختنه‌سوران)، شادیانه‌های مذهبی یا مولودی خوانی با گویش محلی، انواع رقص‌ها و رنگ‌های محلی و بازی‌های کودکان است.

## وضعیت اجرای موسیقی
اجرای موسیقی در شهر دزفول همچون سایر شهرهای ایران با دشواری‌هایی روبروست و بعضی کنسرت‌های موسیقی به دلایل مختلف لغو شده است.

## ماجرای ثبت اشتباه
در سال ۱۳۹۱ خبری مبنی بر ثبت موسیقی ۲۴ مقوم دزفول منتشر شد  
که باعث اعتراض هنرمندان جنوب کشور، نماینده شوشتر در مجلس و همچنین طرح شکایت فعالان موسیقی شوشتر در قوه قضاییه شد. در پی این اعتراضها سازمان میراث فرهنگی کشور به بررسی مجدد پرداخت و اعلام کرد موسیقی ۲۴ مقوم متعلق به شهر شوشتر است و حتی نام مقومها نام برخی محله‌های شوشتر می‌باشد. ثبت موسیقی شهری به نام شهر دیگر اتفاقی نادر در سازمان میراث فرهنگی بوده‌است. فردی به نام عبدالکریم پاکسیرت با حضور در منزل استادان موسیقی شوشتر به جمع‌آوری اسنادی در خصوص بیست و چهار مقوم این شهر تاریخی اقدام کرده ولی درنهایت این اسناد و مدارک را به نام موسیقی دزفول ارایه داده بود.
خبرگزاری میراث فرهنگی علت این ثبت اشتباه را بی دقتی کارشناسان اداره ثبت ملی آثار عنوان کرده‌است.
سازمان میراث فرهنگی به خاطر این اشتباه از هنرمندان خوزستان عذرخواهی نمود و این پرونده در نهایت با نام موسیقی ۲۴ مقوم شوشتر ثبت ملی شد.
این اشتباه باعث انتقاداتی به آتوسا مؤمنی مدیر کل وقت ثبت آثار ملی هنگام انتصاب به عنوان معاونت سازمان میراث فرهنگی گردید.